# موسوعة أنا بريتانيكا التركية
موسوعة أنا بريتانيكا التركية (بالإنجليزية : AnaBritannica) هي موسوعة تصدر عن دار النشر التركية أنا وقد بدأ العمل عليها في الخامس من نوفمبر 1986 . صممت هذه الموسوعة في الأساس كى تنشر أسبوعيا بشكل كراسات من 64 صفحة على مدار أربع أعوام ليصل إجمالي صفحاتها بعد نشر الكراسة الأخيرة منها إلى مايربو 14.400 الف صفحة . قامت المنظمة والهيئة التحريرية الخاصة بالموسوعة بالتعاون مع المؤسسة الناشرة لموسوعة بريتانيكا الأنجليزية لتصبح الموسوعة مرتكزة في سياقها على نمط موسوعة بريتانيكا المصغرة (ميكروبيديا) . تولى مسؤلية تصميم الكراسات المنشورة أسبوعيا السيد / بولينت إركمن .
تحتوى الموسوعة على 120.000 الف مدخل بحث وحوالى 20.000 الف صورة وتمزج نحو 30.000 الف مقالة كتبت بشأن الجانب الشرقي من العالم ما دعى موسوعة بريتانيكا تستعمل تلك المقالات كمصدر لتصحيح مقالاتها السابقة .
تمت مصادرة الكراسة الثالثة من موسوعة أنا بريتانيكا ورفعت قضية ضد الموسوعة والقائمين عليها بدعوى المساس بوحدة الدولة . أسفرت القضية عن دعم وتأييد شعبي كبير.